# 競馬評論家
競馬評論家（けいばひょうろんか）とは、競馬に関する評論活動を業とする者。

## 日本

### 解説
日本においては、おもにトラックマンや文化人、芸能人、引退した騎手や調教師などのホースマンなどが競馬に関する言論活動を行うなかで競馬評論家として認識されていくことが多い。またメディアによって競馬のギャンブルとしての側面が強調される傾向が強く、ギャンブルから切り離された競馬評論はまれである。競馬評論家がスポーツ新聞やテレビ・ラジオなどにおいて予想行為を行うことも多い。
とくに日本の場合、直接の競馬関係者は競馬法や公正確保などとの兼ね合いもありその言動に大きな制約が付いて回ることも多いため、ときに競馬評論家はマスコミから事実上の競馬関係者の代弁者としての役割を求められることもある。

### 歴史
元アナウンサーの早坂昇治によれば、日本で最初に競馬評論家を名乗った人物は日本短波放送の競馬中継で解説を務めた茂木幹夫で、1957年、新聞社退職により肩書きを失ったのを機にみずから命名したという。
元騎手や元調教師など、現場経験のある競馬評論家も存在しているが、日本における第1号とされる人物は騎手時代に前述の競馬中継に解説者として出演した阿部正太郎を除けば1963年に騎手を引退して競馬評論家に転じた渡辺正人（通称：ナベ正）であり、日本の競馬全体の歴史に鑑みた場合にはそれほど古い存在ではない。

## 米国
アメリカ合衆国では競馬ジャーナリストや競馬コラムニストとして紹介されることもある。
著名な競馬ジャーナリストに、レイ・ポーリックや、ベイヤー指数を考案したアンドリュー・ベイヤーがいる。